# Kabanjahe (plaats)
Kabanjahe is een plaats in Noord-Sumatra, Indonesië. Het heeft 56.500 inwoners en is de hoofdstad van het regentschap Karo. De bevolking is overwegend rooms-katholiek en deels moslim.
Kabanjahe ligt op circa twee uur van Medan. Het ligt in het hooggebergte, nabij het Tobameer en ten zuiden van Berastagi. De busverbinding tussen beide plaatsen duurt ongeveer 45 minuten.
Op acht kilometer van Kabanjahe ligt Lau Simomo, een melaatsen-kolonie die is gesticht door een Nederlandse missionaris.
De plaatselijke bevolking behoort tot de Karo Bataks. 
Een populair gerecht uit de plaatselijke keuken is babi panggang.
Barusjahe · Berastagi · Juhar · Kabanjahe · Kuta Buluh · Laubaleng · Mardinding · Merek · Munte · Payung · Simpang Empat · Tiga Binanga · Tigapanah